# Škoda Rapid 135 RiC
Škoda Rapid 135 RiC a csehszlovák Škoda Auto AZNP kvasinyi állami vállalatai által 1988. augusztus és 1990. január között gyártott személygépkocsi.

## Története
A Skoda Rapid 135, Rapid 136 típusú gépkocsik a Rapid 130 típusú gépkocsik átalakított változatai. Motorjuknak aluminium-öntvényből készült nyolccsatornás hengerfeje van. A gépkocsikat öt sebességfokozatú sebességváltóművel és ferde kitámasztókaros hátsó futóművel látták el. A Skoda Rapid 135 és Rapid 136 típusú gépkocsikat 1987. augusztustól 1990. januárig gyártották. Készült pár száz különleges kivitelű, Bendix befecskendezővel és egy hármas-hatású (3-way) Walker katalizátorral ellátott széria is, ez volt a Rapid 135i, az angol piacon Rapid 135 RiC. A motor teljesítette a szigorú, US-83 környezetvédelmi előírásokat is.
A gyártást 1990 januárjában fejezték be, részben a Csehszlovákián végigsöprő politikai változások miatt, melyek a gazdaságot is érintették. Az utolsó Skoda Rapid 1990. január 19-én készült, ez egy ezüstszínű RiC volt, és az Egyesült Királyságba került, Lord Strathcarron-hoz (rendszáma: H35 URB), aki jó kapcsolatot ápolt az autógyárral és határozott kérése volt hogy a legutolsó legyártott farmotoros autó az övé lehessen. A gyár kiállított egy tanúsítványt, miszerint ez volt az utolsó legyártott farmotoros Skoda Coupé, alvázszáma 5145419, motorszáma pedig 5033753 volt, a színe pedig 9101. Ám január 26-án összeszereltek egy még utolsóbb Rapidot is, de erről nincs érdemi információnk azon kívül hogy bordó színű volt, és készült róla egy közös fotó az üzem dolgozóival.
Itt térnék ki még egyszer az elnevezésre is. A kétajtós változatot kizárólag két országban értékesítették, Ausztriában és az Egyesült Királyságban. Előbbi helyen Ri Coupé néven szerepelt az árlistán és a prospektuson is, tehát okunk van feltételezni hogy a RiC rövidítés a Rapid Injection Coupé-ból ered. Azonban Peter Titterton, aki hosszú évekig volt a Skoda UK értékesítési üzletágának vezetője, Robert Owen Skoda-rajongónak azt mondta nem sokkal az RiC-k angol piacon való megjelenése után, hogy a rövidítés a Rapid Injection Catalyst-ból ered. Tréfásan még hozzátette, hogy hívhatnák Rather Incredible Car-nak is. Valószínűleg az eltérő név oka, hogy németül a katalizátort Katalysator-nak írják, ezért ott inkább Coupé-ra változtatták az RiC rövidítés utolsó tagját.
A pontos legyártott darabszámot még a Skoda-gyár, illetve a Skoda-múzeum sem tudja megmondani, de becslések szerint kb. 400 db készült ebből a típusból.
Az első legyártott autó alvázszáma: TMB135MOOGJ5135206, a legutolsóé: TMB135MOOGL5145xxx.
Az angliai eladási ára  £5147 volt, amit az utolsó daraboknál a kereskedők £3995-ra csökkentettek, kiváltva ezzel a már RiC tulajdonosok felháborodását.